# Campeonato Sub-19 femenino de la AFC de 2015
El Campeonato Sub-19 femenino de la AFC 2015 fue la octava edición del Campeonato Asiático Sub-19 de la Mujer. Después de una fase clasificatoria participaron ocho equipos de la AFC. El torneo se llevó a cabo en China.
Los 3 primeros equipos de la fase final del grupo clasificaron para la Copa Mundial Femenina de Fútbol Sub-20 de 2016.

## Sistema de competición
Los 8 equipos participantes de dividen en 2 grupos de cuatro equipos cada uno en un sistema de todos contra todos a una sola rueda, clasificándose a semifinales los 2 primeros de cada grupo.

## Primera ronda

### Grupo A
| Equipo     | Pts | PJ | PG | PE | PP | GF | GC | Dif |
| ---------- | --- | -- | -- | -- | -- | -- | -- | --- |
| Japón      | 9   | 3  | 3  | 0  | 0  | 11 | 2  | 9   |
| China      | 6   | 3  | 2  | 0  | 1  | 13 | 4  | 9   |
| Australia  | 3   | 3  | 1  | 0  | 2  | 3  | 4  | -1  |
| Uzbekistán | 0   | 3  | 0  | 0  | 3  | 0  | 17 | -17 |

| 18 de agosto de 2015, 16:00 (UTC+8) | Japón             | 2:0 (2:0) | Australia | Jiangsu Training Base Stadium, Nankín                |                                                      |
|                                     | Kobayashi 10' 28' | Reporte   |           | Asistencia: 200 espectadores Árbitro(s): Ri Hyang-Ok | Asistencia: 200 espectadores Árbitro(s): Ri Hyang-Ok |

| 18 de agosto de 2015, 19:00 (UTC+8) | China                                                                                      | 9:0 (5:0) | Uzbekistán | Jiangning Sports Center, Nankín                          |                                                          |
|                                     | Tianlun 14' (pen.) · Yuyi 20' 41' 58' · Jinjin 31' 32' 51' · Zhu 66' · Shokhida 79' (a.g.) | Reporte   |            | Asistencia: 500 espectadores Árbitro(s): Mai Hoàng Trang | Asistencia: 500 espectadores Árbitro(s): Mai Hoàng Trang |

| 20 de agosto de 2015, 16:00 (UTC+8) | Uzbekistán | 0:6 (0:4) | Japón                                            | Jiangsu Training Base Stadium, Nankín                          |                                                                |
|                                     |            | Reporte   | Sonoda 5' 77' · Seike 25' 35' 47' · Hasegawa 36' | Asistencia: 100 espectadores Árbitro(s): Maria Piedade Rebello | Asistencia: 100 espectadores Árbitro(s): Maria Piedade Rebello |

| 20 de agosto de 2015, 19:00 (UTC+8) | Australia    | 1:2 (0:1) | China                | Jiangning Sports Center, Nankín                    |                                                    |
|                                     | Harrison 67' | Reporte   | Manman 38' · Yan 55' | Asistencia: 450 espectadores Árbitro(s): Rita Gani | Asistencia: 450 espectadores Árbitro(s): Rita Gani |

| 22 de agosto de 2015, 16:00 (UTC+8) | China                                   | 2:3 (0:1) | Japón                                      | Jiangning Sports Center, Nankín                      |                                                      |
|                                     | Shi Tianlun 71' (pen.) · Pan Jiahui 84' | Reporte   | Kobayashi 22' · Nishida 64' · Kitagawa 75' | Asistencia: 600 espectadores Árbitro(s): Ri Hyang-Ok | Asistencia: 600 espectadores Árbitro(s): Ri Hyang-Ok |

| 22 de agosto de 2015, 19:00 (UTC+8) | Australia                 | 2:0 (1:0) | Uzbekistán | Jiangsu Training Base Stadium, Nankín                          |                                                                |
|                                     | Kirby 36' · O'Brien 90+3' | Reporte   |            | Asistencia: 100 espectadores Árbitro(s): Maria Piedade Rebello | Asistencia: 100 espectadores Árbitro(s): Maria Piedade Rebello |

### Grupo B
| Equipo          | Pts | PJ | PG | PE | PP | GF | GC | Dif |
| --------------- | --- | -- | -- | -- | -- | -- | -- | --- |
| Corea del Norte | 9   | 3  | 3  | 0  | 0  | 15 | 0  | 15  |
| Corea del Sur   | 6   | 3  | 2  | 0  | 1  | 16 | 1  | 15  |
| Tailandia       | 3   | 3  | 1  | 0  | 2  | 7  | 9  | -2  |
| Irán            | 0   | 3  | 0  | 0  | 3  | 1  | 29 | -28 |

| 19 de agosto de 2015, 16:00 (UTC+8) | Corea del Sur | 13:0 (5:0) | Irán | Jiangsu Training Base Stadium, Nankín                      |                                                            |
|                                     | Hwang Hye-soo 11' 24' · Choi Hee-jeong 15' 36' · Namgung Ye-ji 37' 59' · Son Hwa-yeon 52' 78' · Wie Jae-eun 60' 72' 81' · Park Yee-un 65' · Song Ji-yoon 90' | Reporte    |      | Asistencia: 150 espectadores Árbitro(s): Sachiko Yamagishi | Asistencia: 150 espectadores Árbitro(s): Sachiko Yamagishi |

| 19 de agosto de 2015, 19:00 (UTC+8) | Corea del Norte                                             | 5:0 (1:0) | Tailandia | Jiangning Sports Centre Stadium, Nankín            |                                                    |
|                                     | Jon So-yon 38' · Ri Kyong-hyang 47' · Ri Un-sim 63' 66' 88' | Reporte   |           | Asistencia: 400 espectadores Árbitro(s): Liang Qin | Asistencia: 400 espectadores Árbitro(s): Liang Qin |

| 21 de agosto de 2015, 16:00 (UTC+8) | Tailandia | 0:3 (0:0) | Corea del Sur                                 | Jiangsu Training Base Stadium, Nankín                  |                                                        |
|                                     |           | Reporte   | Jang Chang 52' 71' · Namgung Ye-ji 75' (pen.) | Asistencia: 150 espectadores Árbitro(s): Kate Jacewicz | Asistencia: 150 espectadores Árbitro(s): Kate Jacewicz |

| 21 de agosto de 2015, 19:00 (UTC+8) | Irán | 0:9 (0:4) | Corea del Norte | Jiangning Sports Centre Stadium, Nankín                  |                                                          |
|                                     |      | Reporte   | Ri Un-sim 27' 63' · Jon So-yon 33' · Wi Jong-sim 36' · Kim Phyong-hwa 39' · Ri Kyong-hyang 48' · Ri Hui-jong 86' · Kim So-hyang 88' · Choe Un-hwa 90+4' | Asistencia: 300 espectadores Árbitro(s): Mai Hoàng Trang | Asistencia: 300 espectadores Árbitro(s): Mai Hoàng Trang |

| 23 de agosto de 2015, 16:00 (UTC+8) | Corea del Sur | 0:1 (0:0) | Corea del Norte  | Jiangning Sports Centre Stadium, Nankín            |                                                    |
|                                     |               | Reporte   | Ri Hyang-sim 62' | Asistencia: 100 espectadores Árbitro(s): Rita Gani | Asistencia: 100 espectadores Árbitro(s): Rita Gani |

| 23 de agosto de 2015, 16:00 (UTC+8) | Tailandia                                    | 7:1 (2:0) | Irán           | Jiangsu Training Base Stadium, Nankín             |                                                   |
|                                     | Pengngam 3' 11' 53' 68' · Bubpha 81' 84' 89' | Reporte   | Zohrabinia 59' | Asistencia: 75 espectadores Árbitro(s): Qin Liang | Asistencia: 75 espectadores Árbitro(s): Qin Liang |

## Segunda fase
|  | Semifinales     | Semifinales     |       |               | Final        | Final        |  |
|  | 26 de agosto    | 26 de agosto    |       |               | 29 de agosto | 29 de agosto |  |
|  |                 |                 |       |               |              |              |  |
|  |                 |                 |       |               |              |              |  |
|  | Japón           | 1               |       |               |              |              |  |
|  | Corea del Sur   | 0               |       |               |              |              |  |
|  |                 |                 |       |               |              |              |  |
|  |                 |                 |       |               |              |              |  |
|  |                 |                 |       |               | Japón (p.)   | 0 (4)        |  |
|  |                 | Corea del Norte | 0 (2) |               |              |              |  |
|  |                 |                 |       |               |              |              |  |
|  |                 |                 |       |               |              |              |  |
|  |                 |                 |       |               | Tercer lugar |              |  |
|  |                 |                 |       | 29 de agosto  |              |              |  |
|  | Corea del Norte | 2               |       | Corea del Sur | 4            |              |  |
|  | China           | 0               |       |               | China        | 0            |  |

### Semifinales
| 26 de agosto de 2015, 16:30 (UTC+8) | Japón         | 1:0 (0:0) | Corea del Sur | Jiangning Sports Centre Stadium, Nankín                |                                                        |
|                                     | Kobayashi 82' | Reporte   |               | Asistencia: 200 espectadores Árbitro(s): Kate Jacewicz | Asistencia: 200 espectadores Árbitro(s): Kate Jacewicz |

| 26 de agosto de 2015, 20:00 (UTC+8) | Corea del Norte                    | 2:0 (1:0) | China | Jiangning Sports Centre Stadium, Nankín            |                                                    |
|                                     | Ri Un-sim 29' · Ri Kyong-hyang 61' | Reporte   |       | Asistencia: 500 espectadores Árbitro(s): Rita Gani | Asistencia: 500 espectadores Árbitro(s): Rita Gani |

### Tercer puesto
| 29 de agosto de 2015, 16:30 (UTC+8) | Corea del Sur                                                | 4:0 (0:0) | China | Jiangning Sports Centre Stadium, Nankín                    |                                                            |
|                                     | Wang Ying 50' (a.g.) · Son Hwa-yeon 59' 67' · Jang Chang 69' | Reporte   |       | Asistencia: 350 espectadores Árbitro(s): Sachiko Yamagishi | Asistencia: 350 espectadores Árbitro(s): Sachiko Yamagishi |

### Final
| 29 de agosto de 2015, 20:00 (UTC+8) | Japón                                  | 0:0 (t. s.)(4:2 p.)        | Corea del Norte                                    | Jiangning Sports Centre Stadium, Nankín            |                                                    |
|                                     |                                        | Reporte                    |                                                    | Asistencia: 500 espectadores Árbitro(s): Qin Liang | Asistencia: 500 espectadores Árbitro(s): Qin Liang |
|                                     |                                        | Tiros desde el punto penal |                                                    |                                                    |                                                    |
|                                     | Nishida · Kobayashi · Kitagawa · Miura |                            | Jon So-yon · Ri Un-sim · Jo Ryon-hwa · Wi Jong-sim |                                                    |                                                    |

| Bandera de Japón |
| Campeona Japón   |
| Cuarto título    |

### Clasificadas a la Copa Mundial Femenina de Fútbol Sub-20
| Bandera de Corea del Norte | Bandera de Corea del Sur | Bandera de Japón |
| Corea del Norte            | Corea del Sur            | Japón            |

## Premios y reconocimientos
Premios otorgados por la AFC al terminar el torneo.
| Jugadora         | Selección |
| ---------------- | --------- |
| Rikako Kobayashi | Japón     |

| Jugadora  | Selección       |
| --------- | --------------- |
| Ri Un-sim | Corea del Norte |

| Selección |
| --------- |
| Japón     |

## Estadísticas

### Máximas goleadoras
| Ri Un-sim                                  | Corea del Norte | 6 |
| Rikako Kobayashi                           | Japón           | 4 |
| Son Hwa-yeon                               | Corea del Sur   | 4 |
| Saowalak Pengngam                          | Tailandia       | 4 |
| Ri Kyong-hyang                             | Corea del Norte | 3 |
| Namgung Ye-ji                              | Corea del Sur   | 3 |
| Jang Chang                                 | Corea del Sur   | 3 |
| Yan Jinjin                                 | China           | 3 |
| Jenjira Bubpha                             | Tailandia       | 3 |
| Xiao Yuyi                                  | China           | 3 |
| Kiko Seike                                 | Japón           | 3 |
| Wie Jae-eun                                | Corea del Sur   | 3 |
| Última actualización: 29 de agosto de 2015 |                 |   |

| Jon So-yon      | Corea del Norte | 2 |
| Shi Tianlun     | China           | 2 |
| Choi Hee-jeong  | Corea del Sur   | 2 |
| Hwang Hye-soo   | Corea del Sur   | 2 |
| Mizuki Sonada   | Japón           | 2 |
| Ri Hyang-sim    | Corea del Norte | 1 |
| Choe Un-hwa     | Corea del Norte | 1 |
| Wi Jong-sim     | Corea del Norte | 1 |
| Zhang Zhu       | China           | 1 |
| Liu Yan         | China           | 1 |
| Pan Jiahui      | China           | 1 |
| Hikaru Kitagawa | Japón           | 1 |
| Meika Nishida   | Japón           | 1 |
| Qin Manman      | China           | 1 |
| Park Yee-un     | Corea del Sur   | 1 |
| Kim Phyong-hwa  | Corea del Norte | 1 |
| Yui Hasegawa    | Japón           | 1 |
| Sara Zohrabinia | Irán            | 1 |
| Amy Harrison    | Australia       | 1 |
| Song Ji-yoon    | Corea del Sur   | 1 |
| Ri Hui-jong     | Corea del Norte | 1 |
| Ayesha Kirby    | Australia       | 1 |
| Chloe O'Brien   | Australia       | 1 |
| Kim So-hyang    | Corea del Norte | 1 |